# All Rise (chanson)
Pour les articles homonymes, voir All Rise.
Singles de Blue
Too Close (en)
(2001)
Clip vidéo
[vidéo] « All Rise », sur YouTube
All Rise est une chanson du boys band britannique Blue. Elle est sortie le 21 mai 2001 en tant que premier single de leur premier album du même nom. Elle est écrite par Hallgeir Rustan, Simon Webbe, Daniel Stephens et le duo de producteurs norvégien Stargate, qui ont également produit la chanson. Stargate a ensuite produit plusieurs des plus grands succès de Blue de 2001 à 2003. La chanson contient des éléments du thème du film Flåklypa Grand Prix (1975), composé par Bent Fabricius-Bjerre. Stargate a précédemment utilisé l'échantillon dans sa production de Not for the Dough (1999) du groupe de hip-hop norvégien Multicyde.
La chanson est devenue un succès mondial et a aidé le groupe à atteindre les classements en Europe et en Océanie. Elle a culminé à la quatrième place au Royaume-Uni, à la troisième place en Australie, à la première place en Nouvelle-Zélande et au numéro 15 en Irlande. La chanson a reçu une certification d'or pour plus de 400 000 exemplaires vendus au Royaume-Uni et est également devenue disque d'or en Nouvelle-Zélande. En Australie, la chanson a reçu une certification de platine pour des ventes dépassant 70 000 exemplaires.

## Liste de titres
| 1. | All Rise (Radio Version)                | 3:43 |
| 2. | All Rise (Blacksmith RnB Radio Rub Mix) | 4:12 |
| 3. | All Rise (Blacksmith RnB Club Rub)      | 5:11 |

## Crédits
Crédits provenant de Tidal.
Blue
- Antony Costa – voix, interprète associé
- Duncan James – voix, interprète associé
- Lee Ryan – voix, interprète associé
- Simon Webbe – voix, interprète associé, paroles, composition

Autres musiciens
- Mikkel S. Eriksen (StarGate) – paroles, composition, production
- Tor Erik Hermansen (StarGate) – paroles, composition, production
- Hallgeir Rustan – paroles, composition
- Daniel Stephens  – paroles, composition

## Classements et certifications
| Classement (2001–02)                   | Meilleure position |
| -------------------------------------- | ------------------ |
| Allemagne (GfK Entertainment)          | 19                 |
| Australie (ARIA)                       | 3                  |
| Australie (ARIA Urban)                 | 1                  |
| Autriche (Ö3 Austria Top 40)           | 15                 |
| Belgique (Flandre Ultratop 50 Singles) | 2                  |
| Belgique (Wallonie Ultratip 50)        | 4                  |
| Canada (Canadian Singles Chart)        | 11                 |
| Danemark (Tracklisten)                 | 4                  |
| Écosse (OCC)                           | 7                  |
| Europe (Eurochart Hot 100)             | 20                 |
| France (SNEP)                          | 14                 |
| Hongrie (Mahasz)                       | 3                  |
| Irlande (IRMA)                         | 15                 |
| Norvège (VG-lista)                     | 3                  |
| Nouvelle-Zélande (RMNZ)                | 1                  |
| Pays-Bas (Single Top 100)              | 70                 |
| Suède (Sverigetopplistan)              | 3                  |
| Suisse (Schweizer Hitparade)           | 22                 |
| Royaume-Uni (UK Singles Chart)         | 4                  |
| Royaume-Uni (UK R&B Chart)             | 2                  |

| Classement (2001)              | Position |
| ------------------------------ | -------- |
| Allemagne (GfK Entertainment)  | 98       |
| Australie (ARIA)               | 22       |
| Australie (ARIA Urban)         | 9        |
| Belgique (Flandre Ultratop 50) | 13       |
| Europe (Eurochart Hot 100)     | 77       |
| Irlande (IRMA)                 | 77       |
| Nouvelle-Zélande (RMNZ)        | 17       |
| Royaume-Uni (UK Singles Chart) | 44       |
| Suède (Sverigetopplistan)      | 52       |

### Certifications
| Pays                                                                                                   | Certification | Ventes certifiées |
| --- | ------------- | ----------------- |
| Australie (ARIA)                                                                                       | Platine       | 70 000^           |
| Belgique (BEA)                                                                                         | Or            | 10 000*           |
| France (SNEP)                                                                                          | Or            | 250 000*          |
| Norvège (IFPI Norvège)                                                                                 | Or            | 15 000^           |
| Nouvelle-Zélande (RMNZ)                                                                                | Or            | 5 000*            |
| Royaume-Uni (BPI)                                                                                      | Or            | 410 000           |
| Suède (GLF)                                                                                            | Or            | 15 000^           |
| *Ventes selon la certification ^Mise en rayon selon la certification xNon précisé par la certification |               |                   |

## Historique de sortie
| Pays / Région      | Date            | Format                          | Label(s)            | Réf.   |
| ------------------ | --------------- | ------------------------------- | ------------------- | ------ |
| Divers Royaume-Uni | 21 mai 2001     | - CD - cassette - maxi 45 tours | - Innocent - Virgin | ,      |
| Europe             | 30 mai 2001     | - CD - cassette - maxi 45 tours | - Innocent - Virgin | [ 42 ] |
| Australie          | juillet 2001    | CD                              | - Innocent - Virgin | [ 43 ] |
| Europe             | 23 juillet 2001 | CD maxi                         | Virgin              | [ 1 ]  |
| Canada             | janvier 2002    | CD single                       | Popular             | [ 44 ] |